# Saint-Aubin-de-Crétot
Saint-Aubin-de-Crétot là một xã thuộc tỉnh Seine-Maritime trong vùng Normandie miền bắc nước Pháp.

### Huy hiệu
| Arms of Saint-Aubin-de-Crétot | The arms of Saint-Aubin-de-Crétot are blazoned: Argent, on a chevron azure between 2 mallets and a rose gules, an escallop Or. |

## Dân số
| 1962                                            | 1968 | 1975 | 1982 | 1990 | 1999 | 2006 |
| ----------------------------------------------- | ---- | ---- | ---- | ---- | ---- | ---- |
| 189                                             | 209  | 211  | 374  | 465  | 474  | 519  |
| Starting in 1962: Population without duplicates |      |      |      |      |      |      |